# 생방송 시사투나잇
생방송 시사투나잇은 대한민국의 KBS 2TV에서 방송되었던 시사프로그램이다.

## 역대 진행자
- 1기 : 송지헌, 조주희, 김지윤 (2003년 11월 3일 ~ 2004년 3월 25일)
- 2기 : 송지헌, 김윤지 (2004년 3월 29일 ~ 2004년 6월 3일)
- 3기 : 강희중, 김윤지 (2004년 6월 7일 ~ 2004년 10월 28일)
- 4기 : 박장범[1], 김윤지 (2004년 11월 1일 ~ 2005년 4월 28일)
- 5기 : 이상호, 오유경 (2005년 5월 2일 ~ 2007년 6월 7일)
- 6기 : 한창록[2], 박사임[3] (2007년 6월 11일 ~ 2008년 5월 22일)
- 7기 : 강희중, 박사임 (2008년 5월 26일 ~ 2008년 11월 13일)

## 폐지 논란
2008년 KBS의 10월 개편안에서, '생방송 시사투나잇'의 제작진과 프로그램 명칭이 교체되고, 방송 시간대가 바뀌는 개편이 단행되었다. 2008년 11월 17일부터 '생방송 시사투나잇'은 명칭이 '시사터치 오늘'로 바뀌고, 제작진이 대규모 교체되고 방송 시간대도 변경된다. 하지만 이를 두고 KBS의 PD들과 많은 시청자들은 '사실상의 폐지'라며 KBS의 개편에 강하게 반발하고 있다. 이에 따라 11월 3일, KBS의 시사,다큐,교양 PD들은 '생방송 시사투나잇'의 폐지는 제작진도 모르게 이루어졌다며 반발하며 개편 보이콧 성명서를 냈다.

## 방송 사고
- 2005년 10월 - 조선일보의 기사 표절과 관련하여 사과방송을 하였다.[6]
- 2008년 4월 17일 - 실제 방송해야 할 방송과 다른 내용이 잠시 나갔다. 첫 꼭지에 촛불시위대가 "이명박 물러가라"라는 화면을 방송하여 논란을 일으켰다.
- 2008년 4월 18일 - 위 방송사고를 낸 다음날로서 알리안츠 해고노동자 관련 방송중 피고소인(알리안츠생명 이사진 3인)의 주민등록번호가 노출되는 사고가 났다.